# Berzème
Berzème est une commune française, située dans le département de l'Ardèche en région Auvergne-Rhône-Alpes.
Le village est notamment connu pour sa fête votive (Bal de Berzème) qui a lieu chaque année en juillet pendant trois soirs, rassemblant autour de la place de la mairie des milliers de Rhônalpins et aussi pour son championnat du monde de lancer de béret. Les habitants sont les Berzemois.

## Géographie

### Situation
La commune de Bèrzeme se présente sous la forme d'une petite agglomération à l'aspect essentiellement rural de la communauté de communes Berg et Coiron, située dans la partie centrale du département de l'Ardèche.

### Communes limitrophes
Berzème est limitrophe de huit communes, toutes situées dans le département de l'Ardèche et réparties géographiquement de la manière suivante :

### Géologie relief et environnement
La commune de Berzème se situe sur le plateau du Coiron. 
Le Coiron se distingue très nettement dans le paysage car il montre des falaises noires au-dessus des pentes ravinées et taillées dans les marnes et argilo-calcaires gris ou ocres du Bas-Vivarais. 
Actuellement, Berzème est un important lieu de pâturage pour les chevaux des Haras nationaux.

### Climat
Pour des articles plus généraux, voir Climat d'Auvergne-Rhône-Alpes et Climat de l'Ardèche.
En 2010, le climat de la commune est de type climat des marges montargnardes, selon une étude du CNRS s'appuyant sur une série de données couvrant la période 1971-2000. En 2020, Météo-France publie une typologie des climats de la France métropolitaine dans laquelle la commune est dans une zone de transition entre le climat de montagne et le climat méditerranéen et est dans la région climatique Provence, Languedoc-Roussillon, caractérisée par une pluviométrie faible en été, un très bon ensoleillement (2 600 h/an), un été chaud (21,5 °C), un air très sec en été, sec en toutes saisons, des vents forts (fréquence de 40 à 50 % de vents > 5 m/s) et peu de brouillards.
Pour la période 1971-2000, la température annuelle moyenne est de 9,6 °C, avec une amplitude thermique annuelle de 16,6 °C. Le cumul annuel moyen de précipitations est de 994 mm, avec 6,8 jours de précipitations en janvier et 5,2 jours en juillet. Pour la période 1991-2020, la température moyenne annuelle observée sur la station météorologique installée sur la commune est de 11,7 °C et le cumul annuel moyen de précipitations est de 1 167,3 mm,. Pour l'avenir, les paramètres climatiques de la commune estimés pour 2050 selon différents scénarios d'émission de gaz à effet de serre sont consultables sur un site dédié publié par Météo-France en novembre 2022.
| Mois                                  | jan.          | fév.          | mars          | avril         | mai           | juin          | jui.          | août          | sep.          | oct.          | nov.          | déc.           | année     |
| ------------------------------------- | ------------- | ------------- | ------------- | ------------- | ------------- | ------------- | ------------- | ------------- | ------------- | ------------- | ------------- | -------------- | --------- |
| Température minimale moyenne (°C)     | 1             | 0,9           | 3,5           | 6,8           | 9,7           | 13,7          | 16,1          | 15,7          | 12,8          | 9,3           | 5             | 1,9            | 8         |
| Température moyenne (°C)              | 3,6           | 3,8           | 7,2           | 10,8          | 14            | 18,6          | 21,1          | 20,4          | 16,9          | 12,4          | 7,5           | 4,4            | 11,7      |
| Température maximale moyenne (°C)     | 6,2           | 6,8           | 10,8          | 14,8          | 18,3          | 23,4          | 26,2          | 25,2          | 20,9          | 15,5          | 10            | 6,9            | 15,4      |
| Record de froid (°C) date du record   | −9,1 30.01.05 | −13 05.02.12  | −9,6 01.03.05 | −2,5 03.04.22 | 1 05.05.19    | 5,1 02.06.06  | 8,5 10.07.07  | 8,8 30.08.06  | 4,5 27.09.20  | −3,2 30.10.08 | −4,8 27.11.10 | −10,6 20.12.09 | −13 2012  |
| Record de chaleur (°C) date du record | 20,1 01.01.22 | 19,4 23.02.20 | 20,7 28.03.12 | 24,9 07.04.11 | 29,7 22.05.22 | 36,9 27.06.19 | 35,8 24.07.19 | 36,7 23.08.23 | 31,1 03.09.05 | 28 08.10.23   | 20 06.11.15   | 16,9 31.12.21  | 36,9 2019 |
| Précipitations (mm)                   | 91,2          | 56            | 64,4          | 89,7          | 100,3         | 69,8          | 56,9          | 61,9          | 144,4         | 170,9         | 171,1         | 90,7           | 1 167,3   |

### Hydrographie
La Claduègne, affluent de l'Auzon, prend sa source sous le nom de ruisseau de Fudes dans le massif basaltique du Coiron aux limites occidentales de la commune, en limite de celle de Darbres.

### Voies de communication
Le territoire communal est traversé par la route départementale 7 (RD7).

## Urbanisme

### Typologie
Au 1er janvier 2024, Berzème est catégorisée commune rurale à habitat très dispersé, selon la nouvelle grille communale de densité à 7 niveaux définie par l'Insee en 2022.
Elle est située hors unité urbaine. Par ailleurs la commune fait partie de l'aire d'attraction de Privas, dont elle est une commune de la couronne,. Cette aire, qui regroupe 24 communes, est catégorisée dans les aires de moins de 50 000 habitants,.

### Occupation des sols
L'occupation des sols de la commune, telle qu'elle ressort de la base de données européenne d’occupation biophysique des sols Corine Land Cover (CLC), est marquée par l'importance des territoires agricoles (53,8 % en 2018), en augmentation par rapport à 1990 (52,9 %). La répartition détaillée en 2018 est la suivante : 
prairies (51,7 %), milieux à végétation arbustive et/ou herbacée (30,2 %), forêts (16 %), zones agricoles hétérogènes (2 %).
L'évolution de l’occupation des sols de la commune et de ses infrastructures peut être observée sur les différentes représentations cartographiques du territoire : la carte de Cassini (XVIIIe siècle), la carte d'état-major (1820-1866) et les cartes ou photos aériennes de l'IGN pour la période actuelle (1950 à aujourd'hui).

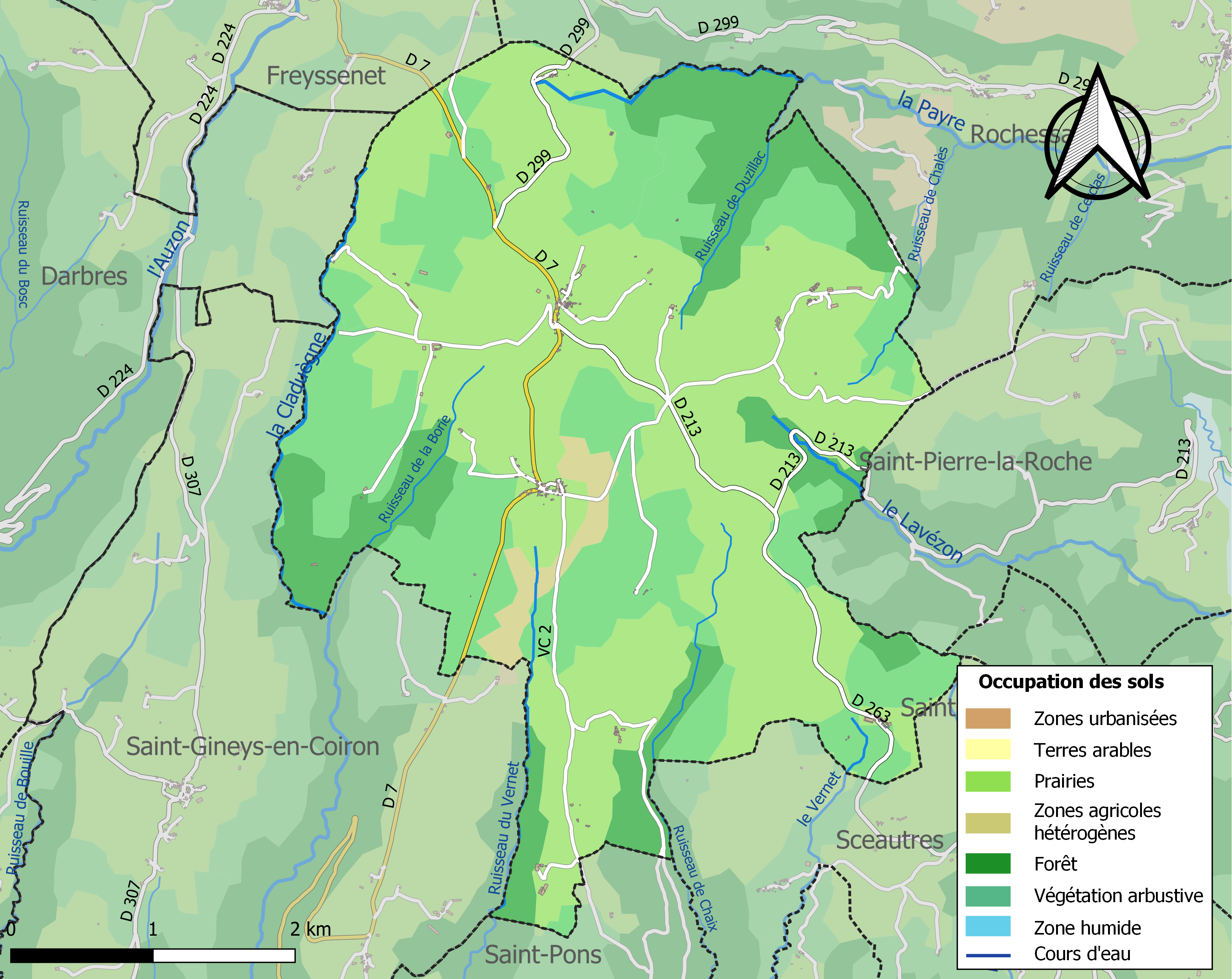
Carte des infrastructures et de l'occupation des sols de la commune en 2018 (CLC).

## Histoire

### Moyen Âge
Le village de Berzème apparaît dès 1170 dans le territoire du château d'Allier (sur la commune de Berzème). Seule l'église est alors mentionnée. Il faut attendre la fin du Moyen Âge et le XVe siècle pour que le château soit construit et remplace celui d'Allier qui disparaît alors.
Le château de Berzème, situé à proximité de l'église Saint-Pierre, est un grand bâtiment rectangulaire bâti en moellons de basalte. Présentant deux étages sur rez-de-chaussée, il est flanqué sur sa face sud de deux tours rondes. Dans celle de droite se trouve un escalier, dans celle de gauche une chapelle. Les tours ont été écrêtées et aucun élément défensif n'est visible sur le château, qui semble dater du XVIe siècle.

### Époque contemporaine
Le maire de Berzème, Yannick Guénard subit des insultes anonymes et des menaces depuis le début de son mandat, en 2020. L'édile a alors pris la décision de démissionner au début de l'année 2025

## Politique et administration

### Liste des maires
| Période                                  | Période                      | Identité            | Étiquette | Qualité                      |
| ---------------------------------------- | ---------------------------- | ------------------- | --------- | ---------------------------- |
| Les données manquantes sont à compléter. |                              |                     |           |                              |
| mai 1945                                 | mars 1959                    | Alfred Chaussignand | SFIO      | Cafetier et Maréchal Ferrant |
| mars 1959                                | 28 décembre 1975 (décès)     | Gratien Guérin      | SFIO      | Exploitant agricole          |
| janvier 1976                             | 26 mars 1977                 | Armand Bourret      | DVD       | Agriculteur                  |
| 26 mars 1977                             | mars 2014                    | Fernand Caddet      | PCF       | Agriculteur                  |
| 28 mars 2014                             | 27 mai 2020                  | Michel Caddet       | DVG       | CPE de collège               |
| 27 mai 2020                              | En cours (au 4 juillet 2020) | Yannick Guénard     | DVG       | Agent territorial            |

## Population et société

### Démographie
L'évolution du nombre d'habitants est connue à travers les recensements de la population effectués dans la commune depuis 1793. Pour les communes de moins de 10 000 habitants, une enquête de recensement portant sur toute la population est réalisée tous les cinq ans, les populations de référence des années intermédiaires étant quant à elles estimées par interpolation ou extrapolation. Pour la commune, le premier recensement exhaustif entrant dans le cadre du nouveau dispositif a été réalisé en 2004.

En 2022, la commune comptait 159 habitants, en évolution de −11,17 % par rapport à 2016 (Ardèche : +2,48 %, France hors Mayotte : +2,11 %).
| 1793 | 1800 | 1806 | 1821 | 1831 | 1836 | 1841 | 1846 | 1851 |
| ---- | ---- | ---- | ---- | ---- | ---- | ---- | ---- | ---- |
| 274  | 250  | 257  | 259  | 335  | 359  | 367  | 388  | 380  |

| 1856 | 1861 | 1866 | 1872 | 1876 | 1881 | 1886 | 1891 | 1896 |
| ---- | ---- | ---- | ---- | ---- | ---- | ---- | ---- | ---- |
| 358  | 360  | 380  | 396  | 400  | 397  | 437  | 404  | 411  |

| 1901 | 1906 | 1911 | 1921 | 1926 | 1931 | 1936 | 1946 | 1954 |
| ---- | ---- | ---- | ---- | ---- | ---- | ---- | ---- | ---- |
| 424  | 381  | 356  | 328  | 300  | 276  | 260  | 254  | 217  |

| 1962 | 1968 | 1975 | 1982 | 1990 | 1999 | 2004 | 2006 | 2009 |
| ---- | ---- | ---- | ---- | ---- | ---- | ---- | ---- | ---- |
| 166  | 173  | 123  | 131  | 107  | 135  | 124  | 121  | 152  |

| 2014 | 2019 | 2022 | - | - | - | - | - | - |
| ---- | ---- | ---- | - | - | - | - | - | - |
| 179  | 164  | 159  | - | - | - | - | - | - |

### Enseignement
La commune est rattachée à l'académie de Grenoble.

### Médias
La commune est située dans la zone de distribution de deux organes de la presse écrite :
- L'Hebdo de l'Ardèche

Il s'agit d'un journal hebdomadaire français basé à Valence et couvrant l'actualité de tout le département de l'Ardèche.
- Le Dauphiné libéré

Il s'agit d'un journal quotidien de la presse écrite française régionale distribué dans la plupart des départements de l'ancienne région Rhône-Alpes, notamment l'Ardèche. La commune est située dans la zone d'édition de Privas-Aubenas-Vallée du Rhône.

### Cultes
L'église (propriété de la commune) et la communauté catholique de Berzème sont rattachées à la paroisse catholique de « Sainte Marie de Berg et Coiron », elle mème rattachée au diocèse de Viviers.

## Culture locale et patrimoine

### Loisirs
De nombreuses randonnées (pédestres, équestres, VTT) au départ de Berzème ; un topo-guide est disponible à l'office du tourisme de Villeneuve-de-Berg. 
Le Bal de Berzème a lieu pendant trois soirs chaque mois de juillet, et le dernier week-end du mois se déroule également une fête votive avec le championnat du monde de lancer de béret (depuis 1989).
Mi-août : foire aux chevaux.

### Lieux et monuments

#### Patrimoine architectural
- Église Saint-Pierre de Berzème

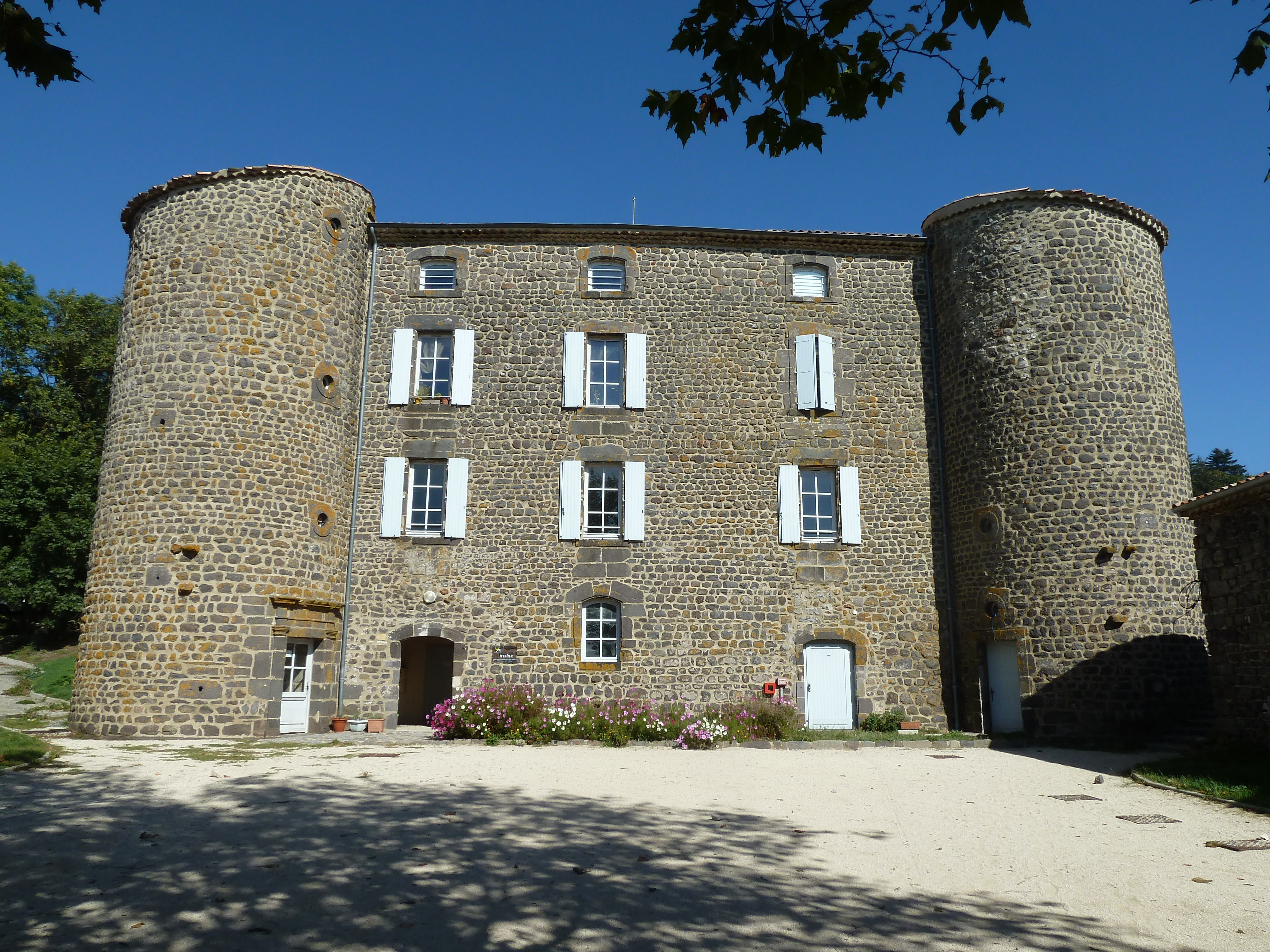
Le château.

- Le château de Berzème a été inscrit MH par arrêté du 28 février 1997[18]. Château du XVe siècle aux tours rondes, il a été rénové, notamment pour en faire des logements sociaux permettant ainsi à la commune d'en financer les travaux.

#### À proximité
- Les Balmes de Montbrun à Saint-Gineis-en-Coiron.
- La tour de Mirabel.
- Le domaine Olivier de Serres à Mirabel.
- La Roche-chérie à Saint Pons.

### Héraldique
|  | Berzème possède des armoiries dont l'origine et le blasonnement exact ne sont pas disponibles. |